# Pico Fuss
El pico Fuss (en ruso: Вулкан Фусса) es un estratovolcán activo situado en el extremo sur de la isla Paramushir, en las islas Kuriles, Rusia.

## Historia
El volcán fue descubierto en 1805 durante la primera circunnavegación rusa de la Tierra y bautizado en honor del matemático suizo Nicolas Fuss, que fue secretario permanente de la Academia de Ciencias de San Petersburgo. Sólo se conoce una erupción inequívoca, en 1854. El pico Fuss sigue activo.